# (6261) Chione
(6261) Chione es un asteroide perteneciente a asteroides que cruzan la órbita de Marte descubierto el 30 de noviembre de 1976 por Hans-Emil Schuster desde el Observatorio de La Silla, Chile.

## Designación y nombre
Designado provisionalmente como 1976 WC. Fue nombrado Chione en homenaje a la princesa griega Quíone, que tuvo la desgracia de que tanto Apolo como Hermes se enamoraran de ella. Fue la madre de Autólico de Hermes y de Filamón de Apolo. Era lo suficientemente arrogante como para compararse con Artemisa, quien la mató en venganza.

## Características orbitales
Chione está situado a una distancia media del Sol de 2,355 ua, pudiendo alejarse hasta 3,179 ua y acercarse hasta 1,530 ua. Su excentricidad es 0,350 y la inclinación orbital 21,85 grados. Emplea 1320,13 días en completar una órbita alrededor del Sol.

## Características físicas
La magnitud absoluta de Chione es 14,3. Tiene   km de diámetro y su albedo se estima en  . 